# 4029 Bridges
4029 Bridges је астероид главног астероидног појаса чија средња удаљеност од Сунца износи 2,525 астрономских јединица (АЈ).
Апсолутна магнитуда астероида је 12,9.